# P4 Melodifest
P4 Melodifest var en webbradiokanal i Sveriges Radio som endast spelade bidrag till den svenska Melodifestivalen och till Eurovision Song Contest. Kanalen sändes över internet, DAB och fungerade även i mobiltelefon. Kanalen hade premiär 6 februari 2006. Kanalen sände endast under perioden februari-juni.
Det finns även en europeisk webbradiokanal som heter ESC Radio som spelar ungefär samma låtar, men P4 Melodifest spelade fler svenska låtar.
2019 tog SR:s styrelse att beslut om att upphöra med flera nischkanaler. Därför kommer varken P4 Melodifest eller P4 Bjällerklang att sända mer. I samma omgång lades även P3 Star ner och man gjorde förändringar i P3.v[källa behövs]

## P4 Melodifests program
- Diggil-ej (med Kris Boswell)

### Fotnoter
1. 1 2  ”Ladda inför schlagerfinalen”. PC för Alla. 16 april 2013. Läst 9 februari 2015.
2. ↑  ”Radio direkt i mobilen”. Rateko (2/06):  s. 36. 17 februari 2006. Läst 9 februari 2015.